# Sveti Marko-sziget (Kvarner)
Sveti Marko (olaszul: San Marco di Veglia) egy szigetecske az Adriai-tengerben, Horvátországban. Az Adriai-tenger legészakibb szigete Fiumei-öbölben, Kraljevicával szemben. Ma leginkább arról ismert, hogy a Krki híd áthalad a sziget keleti lejtőjén.

## Leírása
A sziget eredeti neve Almis, majd Omiš volt és csak 1617, a madridi béke óta nevezik San Marconak, illetve horvátul Sveti Markonak. Sveti Marko szigete a Krk-sziget és a szárazföld között fekszik. Hosszúsága 1,5 km, legnagyobb szélessége 1 km. Legnagyobb magassága 102 m. A sziget háromszög alakú, gerince északnyugatról délkeletre emelkedik, a legmagasabb pontja a Glava a híd felett található. Az északi Brodac-fokon világítótorony áll, a nyugati szorosban Omišalj felé pedig az alacsony Selehovac-sziget található. A keleti és délnyugati part meredek és megközelíthetetlen, északnyugati része sík és könnyebben hozzáférhető. A sziget ma csaknem lakatlan, egyetlen állandó lakossága a híd őrsége. Rajtuk kívül csak néhány halász és turista lakik itt időszakosan.

## Története
A szigetet még nem kutatták régészetileg. Vannak olyan vélemények, hogy az őskorban lakott volt. Egyes szerzők az ókorban létező épületeket említik, amelyeket a középkorig használtak. A víztároló a sziget legtetején volt, ahonnan a lakókat vízzel ellátták. Az épület összeomlott falai alatt található egyes leletek arra utalnak, hogy ezek egy csatorna maradványai lehetnek. Feltételezik, hogy létezett öntözőrendszer is. A szigetet az ókorban Almisnak hívták. I. e. 49-ben Krk szigetét blokád alá vonták, és közelében tengeri csata folyt a Pompeius és Julius Caesar között vívott polgárháborúban. Caesar veszített, de Pompeius két évvel később a Hvar melletti Scedra-sziget közelében vívott csatában teljes vereséget szenvedett.
A sziget korábban fontos stratégiai pont volt, mert a sziget tetejéről jól belátható a környező tenger. Déli részén egy Justinianus korából származó bizánci erőd és egy Aranyszájú Szent János templom maradványai találhatók. A sziget másik templomát Szent Mártonnak szentelték és mindkét templom az erőd területén volt. A bizánci erőd a 6. század közepéről származik, és a sziget gerince alatt helyezkedik el. Magának a fellegvárnak az alakja hosszúkás volt, követte a terepalakzatokat, és Krk szigetének kapuja volt, amely a szárazföldi támadások ellen védte a szigetet. A 16. századig a castrum egy része obszervatóriumként szolgálta a velenceieket.
A bencéseknek a sziget délnyugati részén voltak birtokai. A velencei közigazgatás számára egy velencei erődöt építettek, amelynek állandó személyzete volt. Nekik épült a Szent Márk templom. A velenceiek 1480-tól birtokolták a szigetet. A velenceiek az uszkók háborúban innét ellenőrizték a zenggi uszkókok hajóinak forgalmát, így egyetlen hajó sem tudott észrevétlenül hajózni. A szigeten az 1617-es madridi béke után már nem szolgált katonaság, ezt követően a Szent Miklós apátságé lett. Az apátság a tulajdonában lévő szigetet helyi lakosoknak adta bérbe legeltetés céljából. A szigetet többen használták a Krk-sziget vagy a közeli szárazföldi partszakasz meghódítására, így az olasz költő és politikus Gabriele D'Annunzio is, aki lelkes híveivel 1919-ben átkelve a Sveti Marko-szigeten bevonult Krk szigetére. A Krk-híd megépítésének szükségessége miatt számos robbantás történt, ami jelentősen megváltoztatta a sziget formáját. A szigetecske egy részét pontosan azon a helyen „vágták le”, ahol az erőd romjai voltak láthatók, amelyek így végleg eltűntek. A bizánci erődből ma csak a sziget legmagasabb pontján levő maradványok láthatók.

## Növény- és állatvilág
A sziget merdek lejtőkkel rendelkező felső gerince többnyire csupasz és sziklás, ritka fűvel borított, míg az alacsony északnyugati part mentén már több, félig örökzöld cserje található. E sziget különleges növényvilágában három ritka növényi endémia tűnik ki: a márk szeplőlapu (Cerinthe smithiae), a fiumei szenéció (Senecio fluminensis) és a fiumei bábakalács (Carlina fiumensis). A sziget tele van gyógynövényekkel, amelyek a múltban kiváló alapot adtak a juhok legeltetéséhez, melyek még ma is megtalálhatók a szigeten.

## A Sirályok-barlangja
A szigeten a világítótorony közelében található a Sirályok-barlangja (Galebova špilja). A környék lakói előtt régóta ismert, hogy a szigeten van egy nagy barlang, ahol sok sirály található. A barlangnak két bejárata van, melyeket fák és cserjék takarnak, de furcsa növésük elárulja a barlang bejáratának helyzetét. Az egyik bejárat után a barlang járhatatlan, szinte teljesen függőleges, ezért nehéz felszerelés nélkül bejutni. A másikon be lehet jutni, mert lejtős, de felszerelés nélkül így sem ajánlott tovább haladni. Óvatosan kell leereszkedni. 15 méterrel a felszín alatt már világításra van szükség. Itt egy öt méteres mélyedés következik, amelynek alján egy kis kamra található.

## Fordítás
Ez a szócikk részben vagy egészben  a   Sveti Marko (Kvarner) című horvát Wikipédia-szócikk ezen változatának fordításán alapul.  Az eredeti cikk szerkesztőit annak laptörténete sorolja fel. Ez a jelzés csupán a megfogalmazás eredetét és a szerzői jogokat jelzi, nem szolgál a cikkben szereplő információk forrásmegjelöléseként.